# Disulfiram
Disulfiram – organiczny związek chemiczny, lek stosowany w leczeniu alkoholizmu, którego działanie polega na wpływie na metabolizm alkoholu etylowego.

## Działanie i wskazania
Związek ten zaburza metabolizm alkoholu w organizmie. Hamuje działanie dehydrogenazy aldehydowej, przez co utrudnia utlenianie aldehydu octowego do mniej szkodliwego kwasu octowego. Kumulujący się w organizmie aldehyd octowy powoduje objawy zatrucia (tzw. reakcja disulfiramowa).
Stosowanie środków zawierających disulfiram (Anticol, Antabus) jest jedną z metod leczenia alkoholizmu, który można zaliczyć do terapii awersyjnej. W wyniku podania leku (czasem jest on chirurgicznie umieszczany podskórnie w postaci stale uwalnianej do organizmu), spożycie alkoholu powoduje bardzo nieprzyjemną reakcję organizmu. Obawa przed tą reakcją może powstrzymać pacjenta od konsumpcji napojów alkoholowych. W Polsce leczenie wymaga zgody pacjenta i odbywa się pod kontrolą lekarza. Część terapeutów uzależnień jest przeciwna stosowaniu disulfiramu z powodu małej skuteczności oraz potencjalnie niebezpiecznych skutków ubocznych i w wielu krajach został on wycofany z lecznictwa.

## Przeciwwskazania
- nadwrażliwość na disulfiram, tiokarbaminiany
- stan nietrzeźwości lub wcześniejsze (24–48 h) spożywanie alkoholu (także w postaci preparatów zawierających etanol)
- wcześniejsze (12 h) stosowanie paraldehydu lub metronidazolu, narażenie na działanie 1,2-dibromoetanu (CH
2BrCH
2Br)
- niewydolność serca, niewydolność obwodowa krążenia, zawał serca, choroba niedokrwienna serca, zapalenie zarostowe tętnic, nadciśnienie tętnicze, zapalenie wielonerwowe, zapalenie nerwu wzrokowego, wcześniejsze próby samobójcze, zaburzenia psychiczne

W czasie trwania i w przeciągu 14 dni od zakończenia leczenia disulfiramem nie należy spożywać alkoholu. Zachować ostrożność w przypadku stosowania u chorych z chorobami układu oddechowego, cukrzycą, padaczką, chorobami nerek i wątroby, niedoczynnością tarczycy, psychozami. Wystąpienie reakcji disulfiramowej może pogłębić stopień zaawansowania tych chorób.

## Interakcje
Disulfiram wzmacnia działanie:

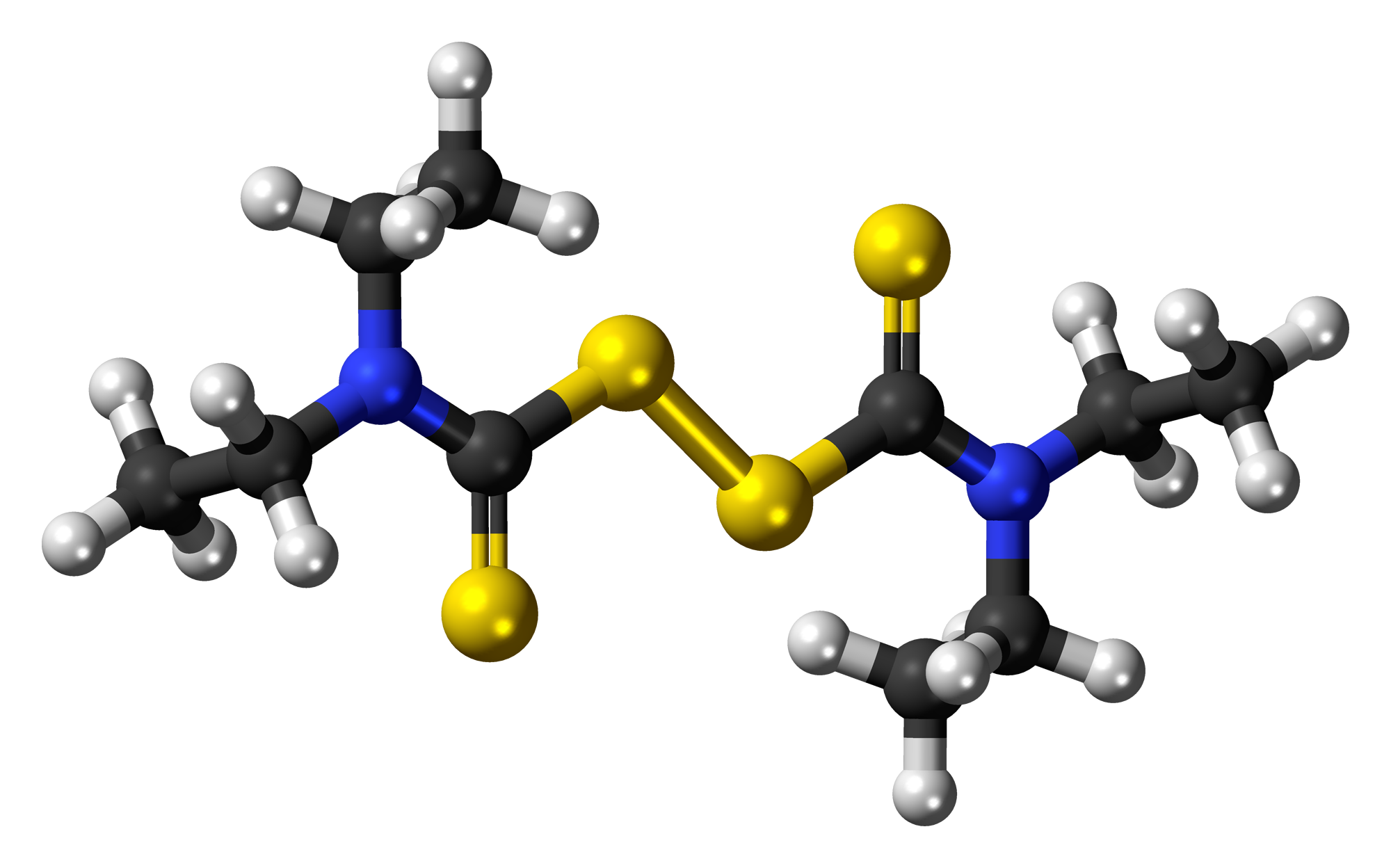
Disulfiram 3D

- fenytoiny – mogą pojawić się objawy toksyczne
- warfaryny i doustnych leków przeciwzakrzepowych – ryzyko krwawienia
- cisplatyny, omeprazolu, teofiliny, fenazonu, chlorodiazepoksydu, diazepamu.

Może zmniejszać stężenie perfenazyny. Równoczesne stosowanie z metronidazolem może prowadzić do napadów białej gorączki i amencji. Stosowanie z izoniazydem może powodować zaburzenia koordynacji, zachowania i ruchu, bezsenność, drażliwość. Disulfiram nasila działanie i hamuje metabolizm oksydacyjny pochodnych benzodiazepin. Kontakt z rozpuszczalnikami organicznymi zawierającymi alkohol, aldehyd octowy lub paraldehyd może wywołać reakcję disulfiramową, którą mogą nasilać trójpierścieniowe leki przeciwdepresyjne i cyklosporyna. Amitryptylina i chloropromazyna mogą nasilać reakcję disulfiramową. Disulfiram hamuje utlenianie i wydalanie ryfampicyny. Disulfiram może przedłużać działanie alfentanylu.

## Działania niepożądane
- nudności, wymioty, smak czosnku w ustach lub metaliczny posmak, zapalenie wątroby, zmiany skórne, tymczasowa impotencja
- bóle głowy, splątanie, astenia, depresja, senność, zapalenie nerwu wzrokowego, zapalenie nerwów obwodowych, zapalenie wielonerwowe
- zwiększenie aktywności fosfatazy alkalicznej, dehydrogenazy mleczanowej, ALT, AST
- zwiększenie stężenia bilirubiny, cholesterolu we krwi, acetonu w moczu

Rzadko:
- reakcje psychotyczne

Pod wpływem etanolu:
- zaburzenia rytmu serca, hipotonia, zapaść sercowo-naczyniowa, dławica piersiowa, zawał serca
- zaburzenia neurologiczne, obrzęk mózgu, krwotoki w ośrodkowym układzie nerwowym

## Ciąża i laktacja
Nie stosować w ciąży i w okresie karmienia piersią.

## Dawkowanie
Tabletki doustne
Początkowo 500 mg dziennie (jest to dawka maksymalna) przez tydzień lub dwa tygodnie, następnie dawkę zmniejsza się do 250 mg dziennie (125–500 mg dziennie).
Tabletki do implantacji
8–10 tabletek rozmieszczonych gwiaździście podpowięziowo. Powtórne wszczepienie możliwe po 8 miesiącach.

## Preparaty w Polsce
Dostępne w Polsce preparaty disulfiramu (2020): Anticol (tabletki) i Disulfiram WZF (tabletki do implantacji). Oba preparaty produkowane są przez Polfę Warszawa i są dostępne na receptę. Dawniej tabletki do implantacji produkowane były pod nazwą Esperal.

## Historia
Syntezę disulfiramu, pierwotnie znanego jako tetraetylotiuramdwusiarczek, po raz pierwszy opisano w 1881 roku. Około 1900 roku wprowadzono go do przemysłowego procesu siarkowego wulkanizowania gumy, co przyczyniło się do jego szerokiego zastosowania. W 1937 roku lekarz zakładowy w amerykańskim przemyśle gumowym opisał niepożądane reakcje na alkohol u pracowników narażonych na tetrametylotiuram monosiarczek i dwusiarczek, sugerując, że działanie disulfiramu i podobnych związków mogłoby doprowadzić do „leku na alkoholizm”. Podobne reakcje zauważono również u pracowników szwedzkiej fabryki gumowych butów.